# Cantó de Chaussin
El cantó de Chaussin era un cantó francès del departament del Jura, situat al districte de Dole. Comptava amb 17 municipis i el cap era Chaussin. Va ser suprimit el 2015.

## Municipis
- Asnans-Beauvoisin
- Balaiseaux
- Bretenières
- Chaînée-des-Coupis
- Chaussin
- Chêne-Bernard
- Le Deschaux
- Les Essards-Taignevaux
- Les Hays
- Gatey
- Neublans-Abergement
- Pleure
- Rahon
- Saint-Baraing
- Séligney
- Tassenières
- Villers-Robert

## Història
| Data d'elecció                           | Identitat           | Partit               | Qualitat |
| ---------------------------------------- | ------------------- | -------------------- | -------- |
| 1951-1964                                | M. Maizier          | radical, després RGR |          |
| 1964-1982                                | Ernest Prost-Magnin | CDP, després UDF-CDS |          |
| 1982-1988                                | Pierre Babet        | PS                   |          |
| 1988-2001                                | Lucien Ponsin       | PS                   |          |
| 2001-2015                                | Chantal Torck       | RPR, després UMP     |          |
| les dades anteriors no són pas conegudes |                     |                      |          |
|                                          |                     |                      |          |

enter| A partir de 1990: Població sense dobles comptes
|}